# Boljanić
Boljanić (szerbül: Бољанић), település Bosznia-Hercegovinában, a Szerb Köztársaság északi régiójában Doboj községben. 

## Fekvése
A település Bosznia-Hercegovina északi részén, Dobojtól légvonalban 12, közúton 15 km-re délkeletre, a Srepča-folyótól délre, az Ozren-hegység keleti szélén, 150-780 méteres magasságban található. A falu a következő falvakból áll: Potoci, Brđani, Zorani, Kloč, Orašje és Konopljišta (utóbbi a 80-as évek közepéig önálló helyi közösség volt). A beosztott falvak Gostilja domboldalától egészen a Spreča folyóig terjednek.

## Népessége
| Nemzetiségi csoport | Népesség 1991 | Népesség 2013 |
| ------------------- | ------------- | ------------- |
| Szerb               | 2220          | 1722          |
| Bosnyák             | 1             | 0             |
| Horvát              | 7             | 17            |
| Jugoszláv           | 30            | 1             |
| Egyéb               | 69            | 17            |
| Összesen            | 2327          | 1757          |

## Története
A település 1878-ig tartozott az Oszmán Birodalomhoz, ekkor a berlini kongresszus határozata alapján az Osztrák-Magyar Monarchia része lett. 1879-ben az első osztrák-magyar népszámlálás során a Maglaji járáshoz és Boljanić községhez tartozó Boljanić településnek 171 háztartása és 1009 ortodox lakosa volt.
1910-ben a Gračanicai járáshoz tartozó településen 235 háztartást, 1422 ortodox, 2 katolikus és 1 muszlim lakost találtak. A monarchia szétesésével 1918-ban előbb a Szerb-Horvát-Szlovén Királyság, majd 1929-től a Jugoszláv Királyság része lett. Az 1929-es törvény értelmében, amikor Bosznia-Hercegovinát négy banovinára, Drinskára, Vrbaskára, Zetskára és Primorskára osztották, a település a Vrbaska banovina része lett, amelynek székhelye Banja Luka volt.
A második világháborúban Jugoszlávia megszállása után a Független Horvát Állam (NDH) része lett. A második világháború után 1992-ig a település a szocialista Jugoszlávia keretében a Bosznia-Hercegovinai Népköztársaság, valamint Gračanica község része volt. A boszniai háborút lezáró daytoni békeszerződés rendelkezése alapján az ország területét felosztották a Bosznia-hercegovinai Föderáció és a boszniai Szerb Köztársaság között. A békeszerződés utáni területmegosztási megállapodás értelmében a település a Boszniai Szerb Köztársasághoz és Doboj községhez került.

## Oktatás
Boljanićban több mint száz éve működik az általános iskola, amely ma a „Petar Petrović Njegoš” nevet viseli. 

## Kultúra
Boljanić a Gostilj-hegy lábánál található, ahol hagyományosan minden évben szeptember 11-én megrendezik az „Ozreni teanapok” rendezvényt. Ezen a napon takarítják be a gyógyhatású fűzfát. Gyógyhatásait a közismert népi mondás is bizonyítja: „a halálból életre keltő fű tesz élővé”. Boljanić a „lola” etnikai csoport székhelye.

## Nevezetességei
A Szentháromság tiszteletére szentelt szerb ortodox temploma. A templom építése 1897-ben kezdődött, és 1905. szeptember 21-én szentelték fel. A templomot 2010-ben újították fel. A fenyőfából készült ikonosztázt az Ozrena kolostorból hozták. Az ikonosztázon található ikonokat az újvidéki Nikola Dimšić festette 1895-ben.